# Night and the City
Night and the City (Noche en la ciudad en España y Extraña obsesión en Chile) es una película británica de 1950, dirigida por Jules Dassin, quien estaba en la lista negra del macartismo, protagonizada por el destacado actor de Hollywood Richard Widmark (en la foto) y filmada en Londres— no es el único noir hecho en Gran Bretaña, pero sí es el único en el estilo elevado de Hollywood, con su manual cinematográfico importado prácticamente en su totalidad junto con el director y los protagonistas.
Otros actores del reparto con papeles principales son Gene Tierney, Googie Withers, Hugh Marlowe, Francis L. Sullivan, Herbert Lom y Stanislaus Zbyszko.
La película fue basada en la novela original de Gerald Kersh.

## Sinopsis
Harry Fabian (Richard Widmark) es un joven delincuente que se gana la vida en las calles de Londres. Es ambicioso y no le importan los métodos para ganar dinero. Sin ningún escrúpulo manipula y le roba dinero a su novia Mary (Gene Tierney), una cantante del sórdido club nocturno Silver Fox, de propiedad de Phil Nosseross (Francis L. Sullivan). Harry trabaja como enganchador de clientes del club. En algún momento se da cuenta de las posibilidades de ganar dinero en el ambiente de la lucha libre profesional, y decide quitarle el control al promotor y delincuente del bajo mundo, Kristo (Herbert Lom), a través de manipular al padre de Kristo, el exluchador Gregorius (Stanislaus Zbyszko). Para financiar su plan busca el apoyo económico de dueño del club, Phil y su esposa Helen (Googie Withers), y lo obtiene. Pero el matrimonio tiene sus propios planes. En un accidente muere Gregorius, muerte causada accidentalmente por su protegido Strangler (Mike Mazurki). Por su parte Phil, el dueño del club, se da cuenta de que su esposa Helen se dispone a abandonarlo por Harry y todo el plan queda al descubierto.

## Reparto
- Richard Widmark... Harry Fabian
- Gene Tierney... Mary Bristol
- Googie Withers... Helen Nosseross
- Hugh Marlowe... Adam Dunne
- Francis L. Sullivan... Phil Nosseross, propietario del club Silver Fox
- Herbert Lom... Kristo
- Stanislaus Zbyszko... Gregorius the Great
- Mike Mazurki... The Strangler
- Ada Reeve... Molly
- Charles Farrell... Mickey Beer
- Ken Richmond... Nikolas of Athens
- Edward Chapman... Hoskins
- Aubrey Dexter... Fergus Chilk
- Maureen Delaney... Annie O'Leary